# Ана Поплвел
Ана Кетрин Поплвел (енгл. Anna Katherine Popplewell; Лондон, 16. децембар 1988) британска је глумица. Позната је по улози Сузан Певенси у филму Летописи Нарније: Лав, вештица и орман (2005) и његовим наставцима.

## Филмографија
| Улоге Ане Поплвел |                                           |               |               |          |
| Година            | Српски назив                              | Изворни назив | Улога         | Напомена |
| 2003.             | Девојка са бисерном минђушом              |               | Марта         |          |
| 2005.             | Летописи Нарније: Лав, вештица и орман    |               | Сузан Певенси |          |
| 2008.             | Летописи Нарније: Принц Каспијан          |               | Сузан Певенси |          |
| 2010.             | Летописи Нарније: Путовање намерника зоре |               | Сузан Певенси |          |
| 2023.             | Опатица из пакла 2                        |               | Кејт          |          |